# Mathias Elers (död 1623)
Mathias Elers född omkring 1550 på ön Fehmarn, död där den 27 december 1623, var en tysk talman för borgerskapet i staden Burg.
Elers var den äldsta av rådmannen och slutligen borgmästaren Anders Elers söner. Elers gifte sig med Gertrud Voss(död 1621) dotter till rådmannen Jürgen Voss.
Några av Elers ättlingar i närmare led flyttade till de då ännu danska landskapen Blekinge och Skåne. Två av Elers söner, Jacob Elers och Mathias Elers blev handelsmän i Ronneby, där den senare också avancerade till rådman 1624 och borgmästare 24 mars 1641.  Några av Elers ättlingar inkluderar den svenska handelsmannen Eggert Elers, den danska ämbetsmannen Jørgen Elers, den svenska dramatiker, teater- och filmregissör Agneta Elers Jarleman och den svenska topografen och poeten Johan Elers. Flera av Elers ättlingar fick även högt uppsatta positioner i Sverige som justitieborgmästare och rådmän i Karlskrona.